# Chrysonotomyia ciliata
Chrysonotomyia ciliata is een vliesvleugelig insect uit de familie Eulophidae. De wetenschappelijke naam is voor het eerst geldig gepubliceerd in 1894 door Ashmead.